# Nupinpää
Nupinpää är en udde i Finland. Den ligger i Nådendal och landskapet Egentliga Finland, i den sydvästra delen av landet, 170 km väster om huvudstaden Helsingfors.
Terrängen inåt land är mycket platt. Havet är nära Nupinpää västerut. Runt Nupinpää är det glesbefolkat, med 14 invånare per kvadratkilometer. Närmaste större samhälle är Nådendal, 13,9 km öster om Nupinpää. 